# Ana Mariscal
Ana Mariscal, née Ana Maria Rodriguez-Arroyo le 31 juillet 1923 à Madrid, morte le 28 mars 1995 est une actrice, scénariste et productrice espagnole. C'est une pionnière dans le domaine de la production et de la réalisation en Espagne.

## Biographie
Elle commence des études de sciences à l'Institut Bachillerato Cervantès.
Elle est repérée par un réalisateur alors qu'elle accompagne son frère acteur, Luis Arroyo, sur des essais pour un film. Elle joue dans La Florista de La Reina d’Eusebio Fernández Ardavín en 1940. Elle remporte le Prix CEC de la Meilleure Actrice, décerné par le cercle des écrivains de cinéma, pour sa prestation dans Una sombra en la ventana en 1944.
Apparaissant dans Amore Di Ussaro avec son frère Luis Arroyo, En 1947, Ana Mariscal tourne sous sa direction dans Dulcinea. Elle tourne sous la direction Manuel Mur Oti, La princesa de los ursinos, Un hombre va por el camino, La fuente enterrada.
En 1945, elle joue au théâtre le rôle de Don Juan, dans la mise-en-scène de José Zorrilla. Le fait qu'une femme assure un rôle masculin fait scandale.
En 1953, Ana Mariscal crée sa société de production Bosco Films et réalise son premier film Segundo López, aventurero urbano l'un des rares films néoréalistes espagnols : Madrid est une ville ravagée par la guerre, les personnages cherchent à survivre de petits boulots. Elle réalise ensuite suivi de Misa en Compostela et Con La Vida Hicieron Fuego en 1959.
En 1954, elle épouse le producteur et photographe Valentín Javier García-Fernández. Ils partent travailler deux ans Argentine. Elle y poursuit sa carrière d'actrice.
En tant qu'actrice, Ana Mariscal tourne des films italiens et français, dont La violetera, avec Raf Vallone, ou encore L'Autre Femme de François Villiers, dans lequel elle donne la réplique à Annie Girardot.
Elle réalise  El Camino en 1964 (présenté à Cannes Classics 2021), Los duendes de Andalucía en 1966 et El paseíllo en 1968. Elle signe quelques épisodes de séries espagnoles, dont Pequeño Estudio, Teatro De Siempre ou encore Estudio 1. En 1987, elle tourne dans le film de Javier Aguirre, El polizón del Ulises avec Imperio Argentina et Patxi Barko.
Ana Mariscal s’essaie à l’écriture et son roman intitulé Hombres est censuré par le régime franquiste. Il est publié 25 ans après, en 1992.
Elle fait partie du jury du Festival de Saint-Sébastien 1958.
Elle reçoit la médaille d'or du mérite des beaux-arts en 1994.
Elle meurt d'un cancer le 28 mars 1995.

## Filmographie

### Comme actrice
- 1941 : Raza de José Luis Sáenz de Heredia, avec José Nieto, Alfredo Mayo, Luis Arroyo (sur une histoire écrite par Francisco Franco)
- 1947 : La princesa de los Ursinos de Luis Lucia Mingarro
- 1948 : Amanhã Como Hoje, avec Alfredo Mayo
- 1949 : Je suis un vagabond (Un hombre va por el camino) de Manuel Mur Oti
- 1951 : El gran Galeoto de Rafael Gil
- 1954 : Morena Clara de Luis Lucia Mingarroavec Lola Flores
- 1954 : Un día perdido de José María Forqué
- 1955 : En carne viva d'Enrique Cahen Salaberry, avec Jorge Rivier (Argentine)
- 1956 : De noche también se duerme d'Enrique Carreras, avec Jorge Rivier (Argentine)
- 1956 : Los maridos de mamá, avec Georges Rigaud (Argentine)
- 1958 : La violetera de Luis César Amadori, avec Raf Vallone, Franck Villard et Sara Montiel
- 1959 : Nous sommes tous coupables de Luigi Zampa, avec François Périer, Jacqueline Sassard
- 1962 : L'Espionne de Madrid (La reina del Chantecler) de Rafael Gil, avec Sara Montiel
- 1964 : L'Autre Femme de François Villiers, avec Annie Girardot, Francisco Rabal, Alida Valli
- 1987 : El polizón del Ulises de Javier Aguirre, d'après le livre d'Ana María Matute

### Comme réalisatrice
- 1953 : Segundo López, aventurero urbano, avec Tony Leblanc
- 1959 : Con la vida hicieron fuego, avec Georges Rigaud
- 1959: La Quiniela
- 1961 : Hola, muchacho, avec Diana Lorys
- 1962 : Occidente y sabotaje, avec Georges Rigaud
- 1964 : Le Chemin (El camino), avec Maribel Martín, Adriano Domínguez, d'après le roman de Miguel Delibes Le Chemin (roman)
- 1966 : Vestida de novia, avec Rafaela Aparicio
- 1968 : El paseíllo